# Az ókori indiaiak és malájok földrajzi felfedezései

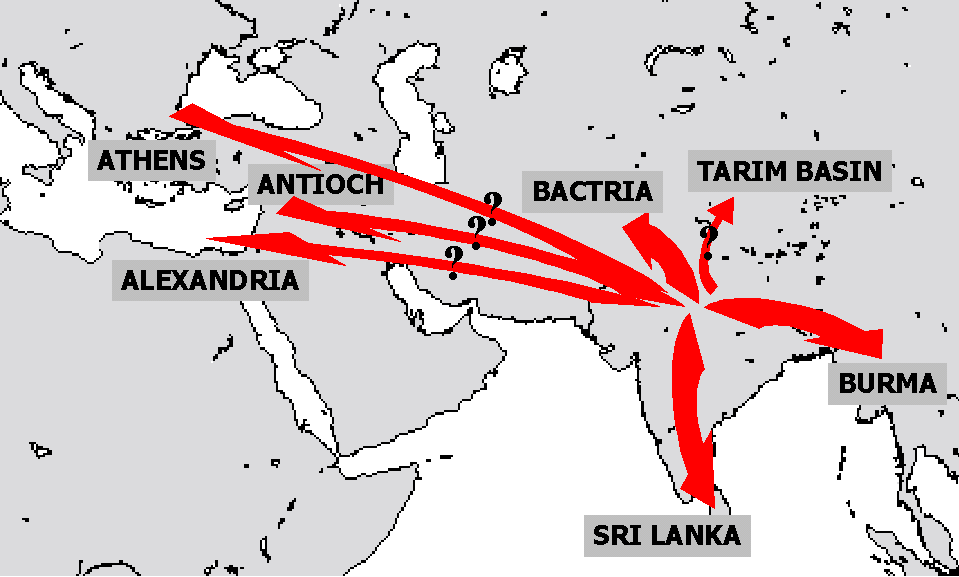
A buddhista hittérítés irányai Asóka birodalmából

Észak-India az ókorban az Indus és a Gangesz medencéjében, a Himalája és a Vindhya-hegység között terült el. Már az i. e. 1. évezredben karavánkereskedelmet folytatott iráni országokkal és Mezopotámiával, tengeren és szárazföldön egyaránt. Dél-Indiával azonban ennél is szorosabb kapcsolata volt. A két Indiában a brahmanizmus volt az uralkodó vallás, mely ellenében az i. e. 1. évezred közepén új vallás jelent meg, a buddhizmus. Az uralkodók és az arisztokrácia támogatta az új vallás terjedését, és az i. e. 3. században a Magadha birodalom uralkodója, Asóka szívesen alkalmazott buddhista hittérítőket, akik felfedezők is voltak egyben. Egy sziklába vésett felirat szerint sikerrel küldte el őket Szíriába, Egyiptomba, Kirenaikába, Líbiába és Görögországba. Ceyloni évkönyvek szerint az időszámítás kezdete táján a hittérítők sikeres munkát végeztek a szigeten és Indokínában. Az első századokban a buddhisták behatoltak a Himalája területére és Tibetbe. Megtalálták az Indusnak, a Szatledzsnek és a Brahmaputrának a felső medencéit és itt kolostorokat alapítottak. Több irányban átszelték a Tibet sivatagjait. Bengália irányából kelet felé indulva, trópusi hegyvidékeken át elérték az Irrawaddynak és a Salweennek a medencéit, elértek Indokína központjába és a Mekong folyó olyan részeit is felfedezték, amit a kínaiak sem ismertek. Az indiaiak sosem voltak jelentős tengerjáró nép, de már akkor felfedezték és gyarmatosították Ceylont. A dél-indiaiak a Malaka-félszigetet és a maláj-szigetvilág sok szigetét fedezték fel. Indonéziában elsőként Szumátrát fedezték fel, majd az 1. században Jávát. Borneóban a 4. században jelentek meg telepesek Indiából, és ebben az időben nyugat- és közép-Indonéziában már sok indiai település létezett, a helyi törzsek között pedig elterjedt a brahmanizmus és a buddhizmus is.
A malájok az indiaiknál sokkal inkább tengerjáró népnek számítottak, vitorláshajóik könnyűek voltak és ellenálltak a tenger viszontagságainak. Ennek köszönhetően eljutottak közép- és kelet-Indonézia minden szigetére. Felfedezték Borneót és a partmenti vidékeit be is telepítették. Szintén gyarmatosították Celebeszt és a Maluku-szigeteket. A még délebbi szigetekkel tengeri kereskedelmet folytattak. Elérték a Fülöp-szigeteket és valószínűleg Új-Guinea partjait is. Útjaikon nyugatra is elvetődtek és felfedezték Madagaszkárt.